# Onthophagus yvescambeforti
Onthophagus yvescambeforti es una especie de insecto del género Onthophagus, familia Scarabaeidae, orden Coleoptera.
Fue descrita científicamente por Ochi & Araya en 1992.